# مروج الذهب
مُرُوج ٱلذَّهَب وَمَعَادِن ٱلْجَوْهَر، كتاب في التاريخ للمسعودي، يبدأ بالخليقة وينتهي بعهد الخليفة العباسي المطيع لله 973.
أوَّله: (الحمد لله أهل الحمد، ومستوجب الثناء والمجد... الخ).
ذكر فيه: أنه صنف أولاً، كتاباً كبيراً.
سمَّاه: (أخبار الزمان).
ثم اختصره.
وسمَّاه: (الأوسط).
ثم أراد إجمال ما بسطه، واختصار ما وسطه في هذا الكتاب.
وقال: نودعه لُمَع ما في ذينك الكتابين، مما ضمناهما، وغير ذلك من أنواع العلوم، وأخبار الأمم.
ثم قال: كنا قد أتينا على جميع تسمية أهل الأعصار، من رواة حملة الآثار، ونقلة السير والأخبار، وطبقات أهل العلم من عصر الصحابة.
ثم من تلاهم: إلى سنة 332، اثنتين وثلاثين وثلاثمائة.
في كتابنا: (أخبار الزمان).
وفي: (الأوسط).
وقد وسمت كتابي هذا بكتاب: (مروج الذهب).
لنفاسة ما حواه.
وجعلته: (تحفة الأشراف).
لما قد ضمنته من جمل ما تدعو الحاجة إليه، وتنازع النفوس إلى علمه.
ولم نترك نوعا من العلوم، ولا فنا من الأخبار، إلا أوردناه فيه: مفصلا، أو مجملا.
فمن حرف شيئا من معناه، أو أزال ركنا من مبناه، أو طمس واضحة من معالمه، أو لبس شيئا من تراجمه، أو غيره، أو بدله، أو انتخبه، أو اختصره، أو نسبه إلى غيرنا، أو أضافه إلى سوانا، فوافاه من غضب الله، ووقوع نقمه، وقوادح بلاياه، ما يعجز عنه صبره، ويحار فكره، وجعله مثلة للعالمين، وعبرة للمعتبرين، وآية للمتوسمين، وسلبه الله - تعالى - ما أعطاه، وحال بينه وبين ما أنعم به عليه من قوة، ونعمة مبتدع السموات والأرض، من أي ملل كان، إنه على كل شيء قدير.
جعلت هذا التخويف، في أول كتابي، وآخره، ليكون رادعا لمن ميله هوى، أو غلبه شقاء، فليراقب أمر ربه، وليحاذر سوء منقلبه، فالمدة يسيرة، والمسافة قصيرة،

## المصدر
-كشف الظنون عن أسامي الكتب والفنون، حاجي خليفة، الناشر: مكتبة المثنى - بغداد ودار إحياء التراث العربي، ودار الكتب العلمية.

## وصلات خارجية
- تصفح الكتاب، الموسوعة الشاملة